# Tiazolidyna
Tiazolidyna – heterocykliczny, organiczny związek chemiczny, zbudowany z pięcioczłonowego pierścienia zawierającego heteroatomy – po jednym atomie azotu i siarki. Tiazolidyna jest siarkowym analogiem oksazolidyny.

## Zastosowanie
Pochodne tiazolidyny są stosowane w medycynie jak choćby lek o nazwie pioglitazon, który zawiera pierścień tiazolidynowy. Jest to lek stosowany w przypadku cukrzycy typu II, do obniżania poziomu cukru we krwi. Obniża on również poziom triglicerydów, ciśnienie krwi i zwiększa poziom HDL.

## Otrzymywanie
Tiazolidina może być otrzymana w wyniku reakcji kondensacji pomiędzy tiolami a aldehydami lub ketonami. Reakcja jest odwracalna, ponieważ wiele tiazolidyny są nietrwałe w kierunku hydrolizy w roztworze wodnym. Hydroliza tiazolidyny powoduje powstawanie tioli oraz aldehydów lub ketonów, z których ją zsyntetyzowano.